# Professeur Layton et la Diva éternelle
Pour les articles homonymes, voir Professeur.
Pour plus de détails, voir Fiche technique et Distribution.
Professeur Layton et la Diva éternelle (レイトン教授と永遠の歌姫, Layton-kyōju to eien no utahime) est un film d'animation basé sur la série de jeu vidéo Professeur Layton et dont l'histoire se situe après le 4e opus, Professeur Layton et l'Appel du Spectre. Le film reste fidèle aux jeux en tout ce qui concerne les énigmes, les musiques et les personnages.

## Synopsis
Quelque temps après les évènements de La boîte de Pandore, le Professeur Layton écoute un disque de son ancienne élève, la cantatrice Janis Quatlane, et se rappelle d'une aventure vécue avec elle trois ans auparavant.
Trois ans plus tôt, Layton est invité par Janice au Crown Petone, un opéra construit sur les falaises de Douvres, pour la voir y interpréter l'opéra Le Royaume Éternel, centré Ambrosia, un royaume mythique qui abriterait le secret de la vie éternelle et qui attendrait le retour de sa reine. Janice explique qu'elle pense que l'opéra est lié à plusieurs évènements troublants, à savoir la disparition de jeunes femmes à Londres et l'adoption par Oswald Whistler, le compositeur de l'opéra, d'une jeune fille, Nina, qui prétend être sa fille Mélina, pourtant décédée des années auparavant. Whistler joue l'opéra sur le « détragan », une gigantesque machine remplaçant à elle seule un orchestre entier. À la fin de la représentation, un homme masqué apparaît sur scène et révèle la vraie raison derrière l'organisation de la soirée : le public va participer à un jeu où le gagnant repart avec le secret de la vie éternelle et les perdants y laissent leurs vies. Plusieurs spectateurs tentent de s'enfuir, mais disparaissent lorsque le sol s'ouvre sous leurs pieds. L'inspecteur Grosky appréhende l'homme masqué, mais celui-ci n'est d'autre qu'un ballon gonflable qui s'envole loin du Crown Petone, entraînant l'inspecteur avec lui.
Le Crown Petone, en réalité un navire, se détache de la côte. L'homme masqué commence une série d'énigmes chronométrées créées pour désigner le grand gagnant. Le penchant de Layton pour les énigme lui permet de survivre aux premières énigmes aux côtés de Luke et d'un petit groupe de survivants. Le groupe quitte le navire dans des canots de sauvetage alors que le Crown Petone explose au large. 
Le lendemain matin, le groupe arrive sur une île déserte. Marco, un des participants amateur d'histoire, remarque une pierre où est gravé l'armoirie d'Ambrosia et en conclut que l'île est en réalité le royaume perdu. Échappant à une meute de loups, le groupe arrive dans un château au centre de l'île. Séparés du groupe, Layton, Luke et Janice construisent un hélicoptère de fortune pour rejoindre rapidement le château où ils parviennent à résoudre la quatrième et dernière énigme, leur permettant d'accéder à la dernière pièce du challenge. Layton décide d'explorer le château, laissant Luke et d'autres participants entrer seuls dans la dernière pièce. À Londres, Emmy enquête sur la disparition d'une petite fille. Alors qu'elle se trouve avec le Dr Schrader, elle apprend que le Crown Petone a explosé et que les perdants ont été retrouvé sains et saufs. Elle fait route vers l'île, et repêche Grosky au passage.
Le professeur tombe sur une chambre remplie par les affaires de Mélina Whistler, et y trouve une partition intitulée « l’Ode à la Mer ». Il y rencontre une petite fille se présentant comme Mélina et qui semble souffrir de troubles de la personnalité. Dans la pièce finale, Luke, Janice et Marco sont emprisonnés par l'homme mystère, qui n'est d'autre que Jean Descole, l'ennemi juré du professeur. Alors qu'ils sont transférés par des sbires, le trio est libéré par Emmy et Grosky. Layton et Mélina retrouvent le groupe, et Emmy reconnait Mélina comme étant Nina, l'une des disparues de Londres.
Les hommes de main de Descole amènent Amelia, une participante, à Oswald Whistler. Il lui annonce qu'elle a gagné le jeu, et la force à prendre place dans une machine reliée au détragan, confessant qu'il n'y a pas d'elixir de vie. Layton et le groupe parviennent à la sauver, et Layton, grâce aux indices accumulés, révèle la vérité : le détragan est en réalité une machine capable de copier la personnalité et les souvenirs d'une personne pour les transférer dans un autre corps. Whistler, de mèche avec Descole, était responsable des enlèvements à Londres, souhaitant utiliser la machine pour transférer les souvenirs de sa fille décédée dans un nouveau corps afin de la ressusciter. Nina était une victime de ses expériences, tout comme Janice chez qui Whistler avait réussi, sans le savoir, à transférer avec succès les souvenirs de Mélina. C'était Mélina, en contrôle du corps de Janice, qui avait demandé l'aide du professeur pour mettre un terme aux agissements criminels de son père, comprenant que les transferts n'étaient que temporaires et qu'il devrait constamment trouver de nouvelles jeunes filles.
Descole capture alors Mélina et dévoile son véritable plan : utiliser le détragan et la voix de Mélina pour faire ressortir Ambrosia à l'aide de mélodies trouvées dans les pierres de l'île : l'Ode à la Mer et l'Ode aux Étoiles. La tentative de Descole échoue, le faisant entrer dans une colère noire. Le détragan devient « détragigante », un énorme robot d'excavation qu'il utilise pour détruire l'île, espérant trouver Ambrosia par la force. Le groupe fuit le château tandis que Layton et Luke montent à bord de l'hélicoptère pour secourir Mélina. Sur le robot, Luke sauve Mélina tandis que Layton et Descole s'engagent dans un duel à l'épée duquel Layton sort victorieux. Il explique à Descole qu'il a omis une troisième mélodie cachée dans le seau d'Ambrosia, l'« Ode au Soleil ». Mélina au chant, Layton prend contrôle du détragan et, utilisant la bonne mélodie, fait surgir Ambrosia des eaux. Dans un élan de rage, Descole attaque Layton mais abime les contrôles du détragigante. La machine devient instable, Descole chute dans le vide tandis que Layton, Luke et Mélina s'échappent de justesse.
Sur la plage, Mélina décide qu'elle ne peut plus usurper la vie de Janice, fait ses adieux à son père inconsolable et meurt. Avant de se faire arrêter par Grosky, Whistler joue un dernier morceau sur les restes du détragan et Janice, désormais en contrôle de son corps, se joint à lui pour honorer la mémoire de Mélina. Alors que le soleil se lève, Layton suggère que la vraie vie éternelle du peuple d'Ambrosia est que sa légende perdure encore dans le présent. Luke se demande si Mélina est la réincarnation de la reine d'Ambrosia, et Layton lui rappèle que la légende raconte qu'Ambrosia ressortirait de terre que le jour où sa reine reviendrait.

## Fiche technique
- Titre original :レイトン教授と永遠の歌姫 (Layton-kyōju to eien no utahime?)
- Titre français : Professeur Layton et la Diva éternelle
- Réalisation : Masakazu Hashimoto
- Scénario : Aya Matsui
- Musique : Tomohito Nishiura
- Animation : OLM, Inc.
- Production : Masakazu Kubo
- Société de production : MediaNet, Amicche Productions, Funimation Entertainment
- Pays d'origine :  Japon
- Langue originale : japonais
- Format : Couleurs
- Genre : animation
- Durée : 99 minutes[1]
- Date de sortie :
  - Japon : 19 décembre 2009[1]

## Distribution

### Voix originales
- Yo Oizumi : Professeur Hershel Layton
- Maki Horikita : Luke Triton
- Saki Aibu : Emmy Altava
- Atsuro Watabe : Jean Descole
- Nana Mizuki : Janice Quatlane
- Iemasa Kayumi : Oswald Whistler
- Fumiko Orikasa : Mélina Whistler
- Sumire Morohoshi : Nina
- Mamiko Noto : Flora Reinhold
- Minoru Inaba : Don Paolo
- Shirō Saitō : Inspecteur Chelmey
- Rokurō Naya : Dr Andrew Shrader

### Voix françaises
- Martial Le Minoux : Professeur Hershel Layton[2]
- Marie Zidi : Luke Triton
- Isabelle Desplantes : Emmy Altava
- Benoît Du Pac : Jean Descole
- Nathalie Bienaimé : Janice Quatlane
- Vincent Violette : Oswald Whistler, Dr Andrew Shrader
- Christine Pâris : Mélina Whistler, Nina
- Jacques Albaret : Inspecteur Grosky
- Nathalie Bienaimé : Flora Reinhold
- Nicolas Marié : Don Paolo
- Yann Pichon : Inspecteur Chelmey

## Diffusion en France
Le film est diffusé le dimanche 12 décembre 2010 en inédit sur la chaine Nickelodeon, le dimanche 16 janvier 2011 sur la chaine Game One, et une deuxième fois sur Nickelodeon le jour de Pâques 2011.

### Japan Expo
Le film pouvait être vu gratuitement en avant-première lors de la Japan Expo 2010 au stand Nintendo.

### Sortie en DVD, Blu-ray, édition collector et VOD
Le film sort en France le 13 octobre 2010 en DVD, Blu-ray et édition collector. Ces derniers sont édités par Kazé, l'édition collector comporte le film en DVD et en Blu-ray, le story-board de 640 pages, un troisième DVD qui comporte la présentation de Level-5, la conception des scènes 3D, visite des studios, la dernière énigme décryptée et une énigme inédite. Le film est également sorti sur le Nintendo eShop de la Nintendo 3DS en français et en anglais, à 4,99€, mais n'est plus disponible.
Pour le moment aucune sortie américaine n'est annoncée.

## Bande-son
Deux CD sont sortis au Japon : l'un nommé The Eternal Diva-Jenis Quatlane, incluant les chansons chantées par Janice Quatlane dans le film, l'autre Layton Kyoju To Eien no Utahime Original Soundtrack contenant les musiques principales du film.